# خودروی ضدگلوله

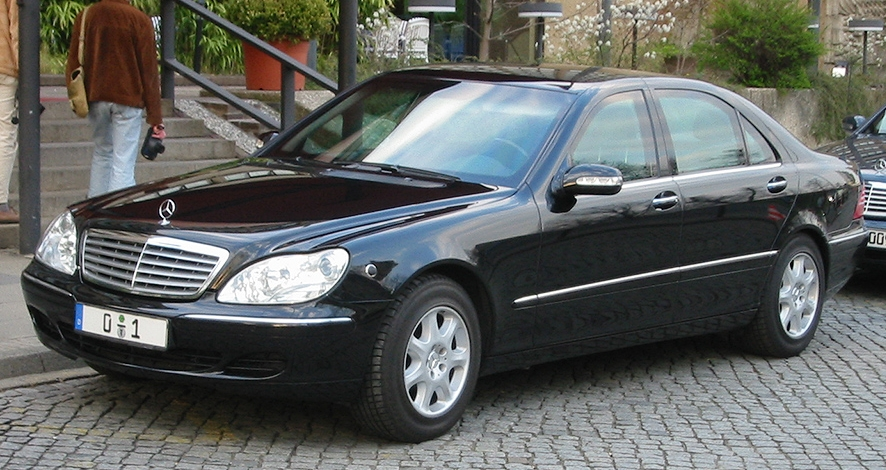
نمونه مرسدس بنز دبلیو۲۲۰ آرمور شده مورد استفاده توسط رئیس‌جمهور آلمان

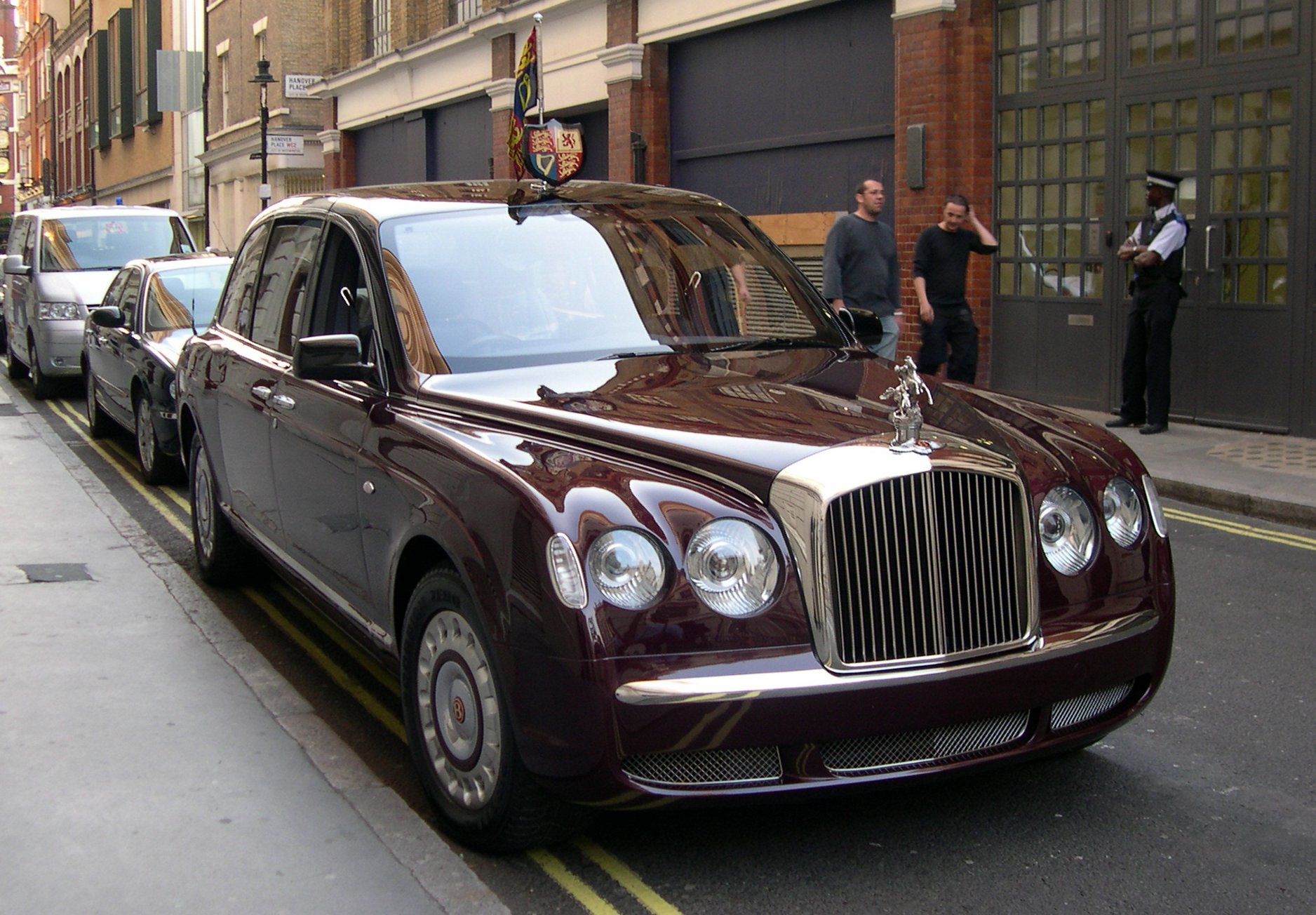
لیموزین بنتلی استیت متعلق به ملکه الیزابت دوم

خودرو ضدگلوله یا خودرو چرخ‌دار زره‌پوش غیر نظامی یک وسیله نقلیه امنیتی است که با جایگزین کردن پنجره‌های یک وسیله نقلیه استاندارد (معمولاً یک لیموزین یا SUV) با شیشه‌های ضد گلوله و قرار دادن لایه‌هایی از پوشش زرهی به پانل‌های بدنه خودرو ساخته می‌شود. برخلاف خودروهای آرمورشده نظامی که پوشش زرهی (آرمور) آنها در خارج از خودرو نصب می‌شود، معمولاً بنظر می‌رسد شکل ظاهری این خودروها هیچ فرقی با یک وسیله نقلیه معمولی و استاندارد ندارد.